# يو إف سي على إي إس بي إن: تومسون ضد هولاند
يو إف سي على إي إس بي إن: طومسون ضد هولاند (بالإنجليزية: UFC on ESPN: Thompson vs. Holland)‏ هو حدث لفنون القتال المختلطة نظمته يو إف سي، أُقيم في 3 ديسمبر 2022، على مركز أمواي في أورلاندو، فلوريدا، الولايات المتحدة.